# McLeod County
McLeod County is een county in de Amerikaanse staat Minnesota.
De county heeft een landoppervlakte van 1.274 km² en telt 34.898 inwoners (volkstelling 2000). De hoofdplaats is Glencoe.

## Bevolkingsontwikkeling

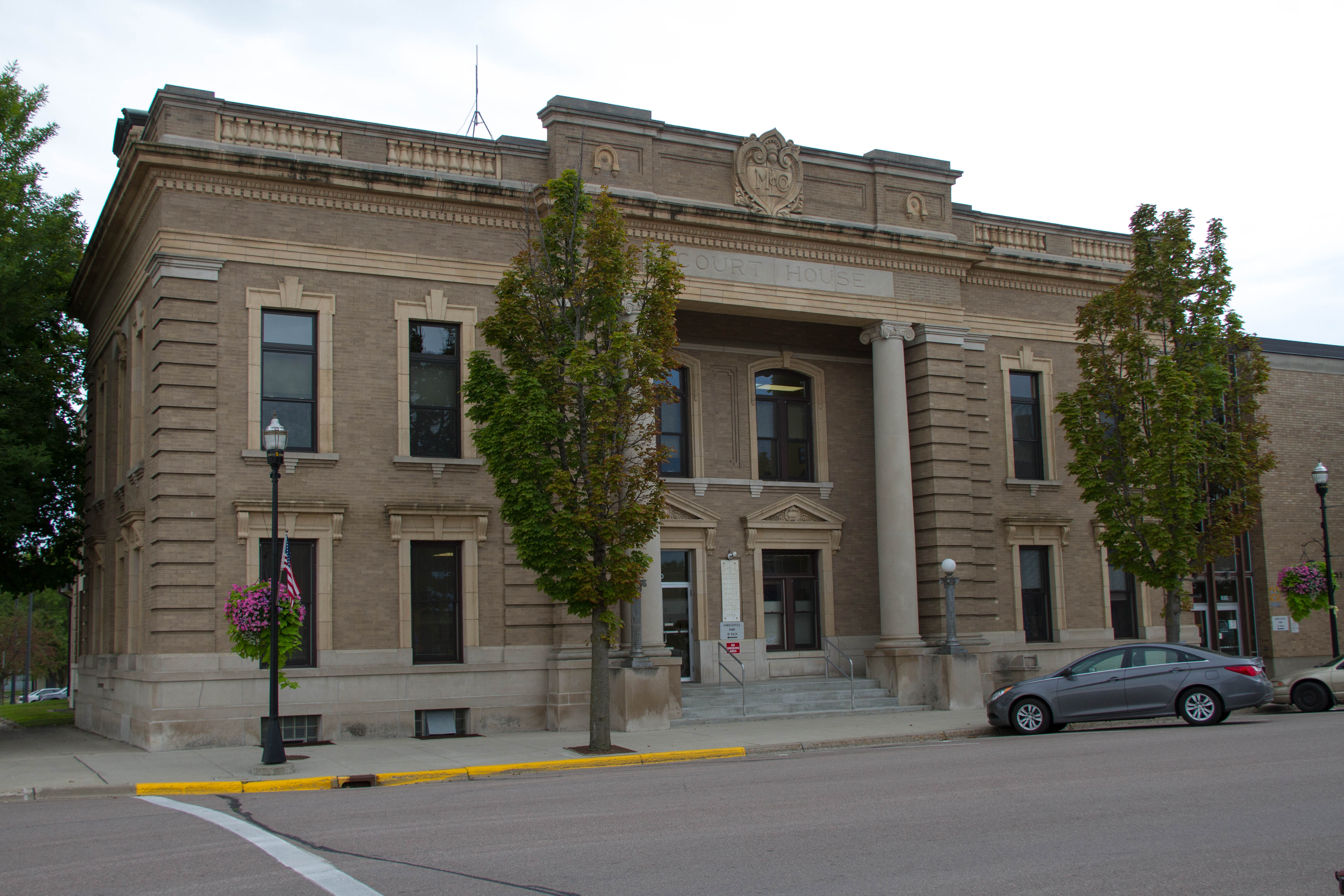
McLeod County Courthouse